# Ekologická olympiáda
Ekologická olympiáda je soutěž tříčlenných týmů středoškoláků.

## Obecné informace
Pořadatelem je Český svaz ochránců přírody (ČSOP), spoluvyhlašovatelem je Ministerstvo školství, mládeže a tělovýchovy ČR (MŠMT). Dalšími partnery ekologické olympiády jsou Lesy ČR, Net4gas, Ministerstvo životního prostředí ČR, Státní fond životního prostředí ČR. Partnerem Národního kola je také Ústav botaniky a zoologie Přírodovědecké fakulty Masarykovy univerzity.
Soutěž není členěna do více kategorií (jako třeba biologická olympiáda). Soutěž probíhá na krajské a celostátní úrovni, volitelně také na úrovní školní. Všechna kola soutěže se skládají z teoretických částí (test znalostí a poznávaní přírodnin) a praktických částí.

## Historie
První ročník se uskutečnil ve školním roce 1995/1996. Do osmnáctého ročníku nebylo vyhlašováno jednotné téma.
| ročník | školní rok | téma                                            |
| ------ | ---------- | ----------------------------------------------- |
| 25.    | 2019/2020  | Kvalita vody, půdy a ovzduší v lidských sídlech |
| 24.    | 2018/2019  | Management v ochraně přírody                    |
| 23.    | 2017/2018  | Dřeviny rostoucí mimo les                       |
| 22.    | 2016/2017  | Biokoridory a biobariéry                        |
| 21.    | 2015/2016  | Sport, rekreační aktivity a ochrana přírody     |
| 20.    | 2014/2015  | Geologické dědictví České republiky             |
| 19.    | 2013/2014  | Rekultivace a obnova                            |
| 18.    | 2012/2013  | Nebylo jednotné téma. Téma národního kola: noc  |

## Národní kola
| ročník | místo konání      | kraj                 |
| ------ | ----------------- | -------------------- |
| 25.    | zrušeno           |                      |
| 24.    | Blansko           | Jihomoravský kraj    |
| 23.    | Praha             | Hlavní město Praha   |
| 22.    | Vrchlabí          | Královéhradecký kraj |
| 21.    | Jizerka (Kořenov) | Liberecký kraj       |
| 20.    | Seč               | Pardubický kraj      |
| 19.    | Hradce            | Jihočeský kraj       |
| 18.    | Kněžice           | Kraj Vysočina        |

## Krajská kola
Krajská kola trvají dva nebo tři dny. Jejich vítězové postupují do Národního kola.
Krajská kola jsou organizována různými organizacemi a spolky, které se zaměřují na ochranu přírody nebo vzdělávání v této oblasti. Z organizací se jedná například o střediska volného času (např.: ve školním roce 2019/2020 se krajské kolo v Olomouckém kraji konalo pod záštitou SVČ Doris v Šumperku), střediska ekologické výchovy (např.: ve školním 2019/2020 v Jihomoravský kraj organizovalo krajské kolo školské zařízení pro environmentální vzdělávání Lipka) nebo ekocentra (např. ve školním roce 2019/2020 ve Středočeském kraji se jednalo o Poblanické ekocentrum ČSOP ve Vlašimi). Ze spolků se jedná třeba o oddíl ČSOP Mopíci, který organizoval ekologickou olympiádu ve školním roce 2019/2020 v Plzeňském kraji.